# Titanosaurus
Titanosaurus (gr. "reptil titánico") es un género dudoso con dos especies de dinosaurios saurópodos titanosaurianos, que vivieron a finales del período Cretácico hace aproximadamente 70 millones de años, en el Maastrichtiense, en lo que es hoy el Subcontinente indio.

## Descripción
Titanosaurus fue un cuadrúpedo de cuello largo y dientes en forma de lápiz, como el Saltasaurus; poseía placas óseas en la piel, medía entre 9 y 12 metros y pesaría 13 toneladas. Estas placas óseas provocaron una confusión en la clasificación al ser encontrado en la India en el siglo XIX. Primero se le colocó junto a los nodosáuridos por este sistema de defensa; luego con la aparición de otros saurópodos en Sudamérica se logró su correcta clasificación. Con hallazgos más recientes de otros géneros relacionados fue cuando los científicos se dieron cuenta de que los restos de una armadura ósea hallada en las proximidades pertenecía también a este dinosaurio. Este hallazgo significa que, al igual que Saltasaurus, probablemente tenía placas distribuidas por todo su dorso.

## Descubrimiento e investigación
Descrito originalmente por Richard Lydekker en 1877. Titanosaurus fue el primer dinosaurio indio en ser nombrado y descrito adecuadamente, habiendo sido registrado por primera vez en 1877. La especie tipo, Titanosaurus indicus, fue nombrada en 1877, y la segunda especie, Titanosaurus blanfordi, fue nombrada en 1879. Ambas especies fueron nombradas por Richard Lydekker. El holotipo se encontró en la Formación Lameta de la India, aunque se le han asignado en el pasado varias especies en Sudamérica, Europa y Madagascar.

## Clasificación
Titanosaurus ha sido tratado tradicionalmente como un "taxón cajón de sastre" para restos mal preservados de saurópodos que demostraran una anatomía distintiva de las vértebras. Los restos originales de Titanosaurus consisten solo en huesos de las extremidades y unas pocas vértebras que tenían estas características. Sin embargo, los descubrimientos de más especies mejor preservadas de titanosaurios han mostrado que estas características alguna vez consideradas distintivas estaban de hecho distribuidas en varios géneros. Por lo tanto, el propio Titanosaurus es considerado como un nomen dubium, "nombre dudoso", por muchos paleontólogos, dado que los especímenes originales de Titanosaurus no pueden ser distinguidos de los de animales cercanamente relacionados.

### Especies asignadas

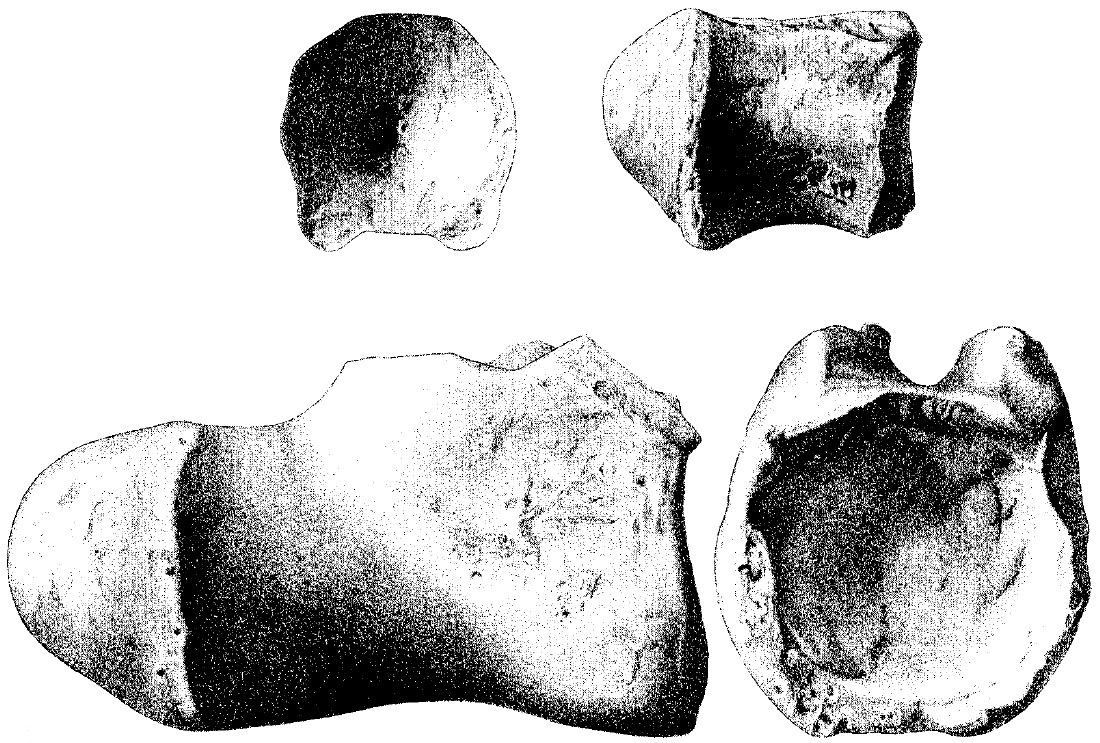
Vértebra caudal del holotipo de Titanosaurus blanfordi.

Se han asignado históricamente numerosas especies a Titanosaurus, desde el sur de Europa a Suramérica. Sin embargo, muchas de estas han sido posteriormente reclasificadas en géneros diferentes o son consideradas como invalidadas o dudosas. La especie mejor conocida de Titanosaurus, "Titanosaurus" colberti, fue renombrada como Isisaurus, las ostras especies, como T. indicusde Lydekker, 1877 y T. blanfordi de Lydekker, 1879, están basadas en restos fragmentarios que no pueden ser comparados con seguridad con otras especies y son consideradas actualmente como nomina dubia.

#### Listado
Lista de especies consideradas como parte del género Titanosaurus: 
- "Titanosaurus" rahioliensis - Descrito con base en dientes, a esta especie se la considera como un neosaurópodo indeterminado.[5]
- "Titanosaurus" colberti - Esta es la especie mejor conocida de Titanosaurus, pero fue trasladada a su propio género, Isisaurus.[6][5]
- "Titanosaurus" australis - Conocido a partir de restos relativamente completos, pero fue renombrado como Neuquensaurus.[5]
- "Titanosaurus" nanus - Una especie pequeña que se determinó que no era diagnóstica, y por lo tanto un nomen dubium.[5]
- "Titanosaurus" robustus - Ahora referido a Neuquensaurus.[5]
- "Titanosaurus" madagascariensis - Considerado como un nomen dubium distinto de T. indicus o de T. blandfordi.[5]
- "Titanosaurus" falloti - Esta especie grande, nativa de Laos, tiene afinidades que son objeto de discusión. Ha sido considerado como sinónimo de Tangvayosaurus y Huabeisaurus, pero los restos son muy fragmentarios como para asegurarlo.[7][8][5]
- "Titanosaurus" valdensis - Referido a un género distinto, Iuticosaurus, pero aun así considerado como un nomen dubium.[5]
- "Titanosaurus" lydekkeri - También referido a Iuticosaurus, pero su relación con I. valdensis es incierta.[5]
- "Titanosaurus" dacus - Ha sido reclasificado en un género distinto de titanosaurio enano, Magyarosaurus.[5]

## En la cultura popular
El nombre "Titanosaurus" le fue dado a una criatura acuática dinosauroide en la película de 1975 Mechagodzilla no Gyakushū.